# Pirmin Schwander
Pirmin Schwander, né le 28 décembre 1961 à Galgenen (originaire du même lieu), est une personnalité politique suisse, membre de l'Union démocratique du centre (UDC). 
Il est député du canton de Schwytz au Conseil national de décembre 2003 à décembre 2023, puis au Conseil des États.

## Biographie
Pirmin Schwander naît le 28 décembre 1961 à Galgenen, dans le canton de Schwytz. Il est originaire de la même commune.
Il est titulaire d'un doctorat en sciences économiques de l'Université de Zurich obtenu en 1991. Il est entrepreneur et copropriétaire de plusieurs entreprises[réf. nécessaire].
Il est colonel dans l'armée suisse,.
Il est marié et père de deux enfants et habite à Lachen, dans le canton de Schwytz.

## Parcours politique
Il est élu le 19 octobre 2003 au Conseil national comme représentant du canton de Schwytz. Il est réélu en 2007, 2011, 2015 et 2019. Il siège à la Commission des finances (CdF), qu'il préside du 15 décembre 2011 au 24 novembre 2013 et du 27 novembre 2017 au 1er décembre 2019,  à la Commission des affaires juridiques (CAJ), qu'il préside du 27 novembre 2017 au 1er décembre 2019 ,et à la Commission judiciaire (CJ). Il préside également la Délégation des finances du 12 janvier 2015 au 31 décembre 2015, du 1er janvier 2017 au 31 décembre 2017 et depuis le 1er janvier 2021. 
Candidat au Conseil des États lors des élections fédérales de 2023, il défend avec succès le siège de l'UDC occupé jusque-là par Alex Kuprecht, arrivant en deuxième position (30 112 voix) derrière la libérale-radicale Petra Gössi (33 342 voix) et devant le sortant du Centre Othmar Reichmuth (27 699 voix). Il rejoint la CAJ, la CIP et la Commission de gestion (CdG). 

### Autres fonctions
Il est président de l'Action pour une Suisse indépendante et neutre (ASIN) du 15 mai 2004, date à laquelle il succède à Christoph Blocher, au 26 avril 2014. 
Il est membre du comité ayant lancé, en juin 2016, une initiative populaire en faveur d’une « meilleure protection de la famille ».

### Positionnement politique
Il est classé durant de nombreuses années comme étant le parlementaire le plus à droite du Parlement.
Il s'oppose aux mesures de lutte contre la pandémie de Covid-19 durant la pandémie en Suisse.